# Lathraeocarpa decaryi
Lathraeocarpa decaryi är en måreväxtart som beskrevs av Cornelis Eliza Bertus Bremekamp. Lathraeocarpa decaryi ingår i släktet Lathraeocarpa och familjen måreväxter.
Artens utbredningsområde är Madagaskar. Inga underarter finns listade i Catalogue of Life.